# Cooley-Halbinsel
Die Cooley-Halbinsel (englisch Cooley Peninsula, irisch: Cuaille, altirisch: Cuailnge) ist eine hügelige Landzunge im irischen County Louth, die im Nordwesten vom Carlingford Lough gebildet wird, der auch die Grenze zum County Down in Nordirland bildet. Im Süden liegt die Dundalk Bay.
Der höchste Punkt ist Slieve Foye (Sliabh Feá), der mit 588 m auch der höchste Gipfel im County Louth ist.
Die wichtigsten Siedlungen auf der Halbinsel sind die Orte Carlingford, eine Gründung der Wikinger, Greenore und Omeath.

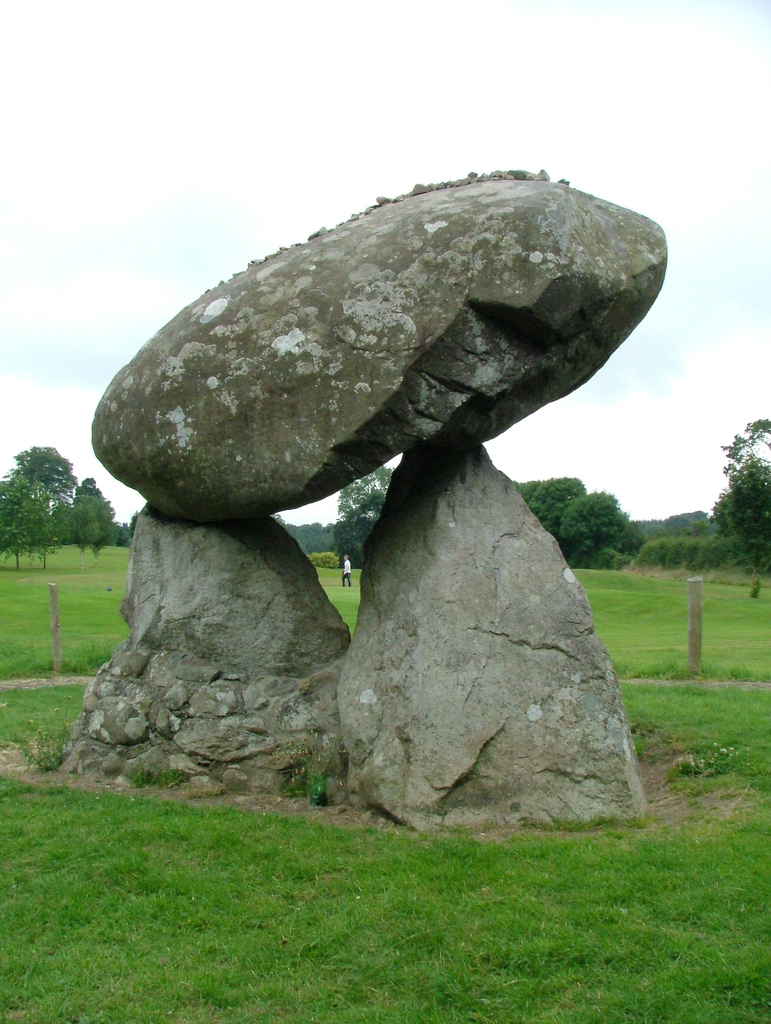
Das Portal Tomb von Proleek

In der irisch-keltischen Mythologie war Cooley das Zuhause des Donn Cuailnge, eines braunen Stiers, und der Schauplatz des Táin Bó Cuailnge. Daran erinnern ein Dolmen und ein Wedge Tomb, beide nahe Ballymascanlon. Das Court Tomb von Rockmarshall liegt im Townland Rockmarshall, östlich der R174 (Straße) in der Nähe der Einmündung der R173.